# Аннёй
Аннёй — самая северная коммуна в фюльке Нурланн, Норвегия, относится к архипелагу Вестеролен. Крупнейший остров коммуны — Аннёйа. Административный центр коммуны — город Анденес.
Коммуна Аннёй была образована 1 января 1964 года после слияния коммун Анденес, Бьёрнскинн и Дверберг. В настоящее время Анденес является процветающей рыболовецкой деревней, привлекающей ряд туристов каждый год.

## Общая информация

### Название
Древненорвежским названием региона было Andarøy. Первая часть названия — родительный падеж названия острова Ömd, окончание — слово Øy, которое означает «остров».

### Герб
Нынешний герб был принят 7 января 1983 года. На гербе изображена волна, как символ того, что коммуна расположена на берегу моря и рыбная ловля имеет важное значение для коммуны.

## История
Деревня Анденес являлась крупной рыболовецкой деревней начиная с Железного века и в настоящее время является местом рыбного сафари (наблюдение за китами), где можно увидеть кашалотов, которые мигрируют сюда летом.

## География
Коммуна Аннёй простирается через острова Аннёя (самый северный остров архипелага Вестеролен) и Хиннёя (крупнейший и самый заселенный остров Норвегии). В состав коммуны такжы входят маленькие шхеры, такие как Блейксёя, Комма и Ставаёан.
Средняя часть острова состоит из маршей, в которых растет полярная морошка. Остров так же является единственным местом Континентальной Норвегии где обнаружен уголь и окаменелости динозавров. В заповеднике Форфьорддален на острове Хинная растут старейшие сосны Скандинавии, некоторые из них старше 700 лет.

### Наблюдение за птицами
Расположенная на дальнем север на территории известной как Вестеролен, коммуна Аннёй состоит из обширных территорий маршевых болот и высоких горных пиков. Побережье известно своими защищенными бухтами с белыми песчаными берегами. На данной территории проживает большое количество птиц и здесь находятся хорошие места для наблюдения за птицами, такие как заповедники Форфьорддален и Скогволл, защищенные Рамсарской конвенцией.
Птичий утёс на Блейксёе, за пределами деревни Блейк, на котором проживает большое количество морских птиц, в том числе тупиков, является очень красивым местом на побережье северной части коммуны Аннёй.

## Транспорт
Туристический паром Хуртигрютен совершает остановку в деревне Рисёюхамн. Аэропорт Аннёйя обслуживается авиалиниями "Видерёй". На протяжении лета Анденес имеет паромное сообщение со столицей острова Сенья, деревней Грюллефьорд. На машине можно добраться в Аннёй по Маршруту 82, двигаясь на север из коммуны Сортланн.

## Войска
Авиационная база Аннёйя расположена рядом с Анденесом. В ней базируется 333 эскадрилья ВВС Норвегии и береговые патрульные самолеты Lockheed P-3 Orion.
Ракетный полигон Аннёйя являющийся местом запуска метеорологических ракет, расположен на несколько километров южнее Анденеса.